# Uścimów
Uścimów è un comune rurale polacco del distretto di Lubartów, nel voivodato di Lublino.
Ricopre una superficie di 108,61 km² e nel 2006 contava 3 385 abitanti.